# Black metal
El black metal es un subgénero extremo del heavy metal, surgido a mediados de los años ochenta. Se caracteriza por estructuras musicales de atmósfera tétrica, tempos rápidos, guitarras con un protagonismo alto del tremolo picking, voces guturales agudas llamadas "shrieking" y, en ocasiones, calidad de grabación lo-fi. Nació como expresión musical de los movimientos anticristianos que proliferaron alrededor del continente europeo a menudo impulsados por motivos etnopaganos, siendo el satanismo un tema muy recurrente de provocación contra el judeocristianismo, aunque existen algunas bandas que afirman tomarlo en serio. Los grandes representantes del subgénero son generalmente provenientes de países nórdicos.

## Características
El black metal tradicional tiene características musicales bien definidas: la voz, es rasgada y aguda, conocida como shriek ("chillido", en inglés), las guitarras son rápidas y los riffs son repetitivos, cuya técnica usual es el tremolo picking, y los blast beats son el recurso más usado en la batería, y el bajo por su parte, es un instrumento que pasa a segundo plano y es prácticamente inaudible. En este género, se prioriza la creación de atmósferas en las composiciones, sobre la complejidad técnica de las mismas. Por eso mismo, la baja calidad de producción y posproducción es un elemento importante que las primeras bandas utilizaron y sigue vigente, con motivo de que, según Varg Vikernes: ''Una producción demasiado limpia, no lograría transmitir el sentimiento de frialdad ni desolación esenciales en el black metal''.
El satanismo, ya sea simbólico o como auténtico dogma de fe, es utilizado conceptualmente por bandas de black metal como estandarte de protesta e inconformidad contra el cristianismo, que ha oprimido las raíces paganas y politeístas de Escandinavia. Al ser un subgénero oscuro, los sentimientos que explora este, van desde el odio, pesimismo, melancolía y misantropía principalmente. Así mismo, el black metal tiene la particularidad de ser la vertiente del metal que combina y adapta con más facilidad estilos externos sin perder su sonido distintivo; incorporando flautas, saxofones, arpas, violines, teclados, incluso instrumentos étnicos/folclóricos, y también instrumentos electrónicos, lo que ocasiona que estas combinaciones y evoluciones den lugar a diferentes subgéneros del mismo.
La temática de las letras de black metal es amplia; podemos encontrar bandas que hablan de la destrucción ambiental (Wolves in the Throne Room), el ocultismo y misticismo (Nightbringer), el apocalípsis (1349), la obra de J.R.R Tolkien (Summoning), la Francia medieval (Peste Noire) la exaltación de la naturaleza (Immortal), la soledad del cosmos (Midnight Odyssey), el hinduismo y rituales védicos (Cult of Fire), la psique humana (Akhlys), enfermedades mentales (Woods of Infinity), negatividad (Hypothermia) mitología egipcia (Anubi), satanismo ortodoxo y teología (Novae Militiae) hasta otras que narran historias, donde la violencia y la guerra son los fundamentos principales (Marduk). Existen dos corrientes polémicas dentro del género, la primera de ellas es el unblack metal: que se trata del típico sonido del black metal tradicional, con la atenuante de utilizar letras cristianas; y es rechazado por los amantes del género al argumentar que se trata de una contradicción, ya que es inconcebible que una corriente musical que nació como protesta al cristianismo, lo glorifique con sus letras. Y la segunda corriente, es el black metal nacionalsocialista (NSBM), con letras de temática neonazi. 
Cabe destacar, que los integrantes de muchas agrupaciones utilizan pseudónimos elaborados a partir de nombres cabalísticos o mitológicos, de modo que no es posible conocer sus verdaderos nombres ni sus identidades. Algunos optan por no hacer pública las letras de sus canciones, y tocar en vivo no está contemplado en su proyecto musical; esto es, en parte, porque los one-man band (bandas de un solo hombre) son relativamente comunes en esta escena musical, pero otras bandas siguen la filosofía de la agrupación de países bajos Stalaggh; que en una entrevista, cuando se les preguntó acerca de tocar en vivo, ellos respondieron: ''Nunca vamos a tocar en vivo. En los conciertos la gente socializa, y no lo vamos a apoyar''.

## Nacimiento, origen e influencias
Comúnmente se identifica el comienzo del black metal con la aparición en escena del movimiento del black metal noruego a lo largo de los años 1990. Fue durante este período cuando el desarrollo del black metal se hizo patente; sin embargo, el origen del género hay que situarlo un poco antes, y en varios lugares. Antecedentes como Angel Witch y su tema "Baphomet". Ver: Angel Witch (álbum).
Fueron los ingleses Venom quienes con su demo de 1979 prepararon el camino para la oleada de black metal que debía venir. Welcome to Hell, disco de 1981, fue un disco bien producido pero pobremente grabado con actitud agresiva y explícitamente satánico. Los fanes se dividieron en opiniones respecto a este grupo, quien con su segundo disco, del año 1982, titulado Black Metal, dieron el nombre al género y supuso una gran influencia para la creación del black metal, tanto por letra o estética entre otros factores, aunque no es un álbum de black metal íntegramente, pues presenta un sonido completamente propio de la NWOBHM, pero en la más sucia y agresiva de sus versiones, lo cual influenció en muy gran medida al thrash metal, género que sentó las bases del black metal aparecido a finales de los ochenta y principios de los noventa.
En 1977 se funda la banda italiana Death SS, cuyas actuaciones teatrales en escena, que contaban con temáticas satanistas y de horror, más su estética, que incluía el uso de uno de los primeros remanentes al posterior corpse paint, ayudaron junto con la banda danesa Mercyful Fate al desarrollo de las puestas en escena tan características del género musical. Esta banda debutó en 1982 con un EP de cuatro temas denominado Nuns Have No Fun y que comenzaría a tener repercusión en 1983, con el lanzamiento de su primer álbum de larga duración, Melissa.
Musicalmente, Mercyful Fate nunca fueron considerados como black metal, sino más bien como una banda de heavy metal tradicional, pero por temática, origen, y sobre todo estética, su mención no puede ser obviada.
También son destacables las bandas de thrash metal Destruction y Sodom, ambas procedentes de Alemania, que en cuyos primeros trabajos a mediados/principios de los años ochenta desarrollaron elementos musicales de notable influencia en el desarrollo y evolución del black metal. Destruction, editó su primer EP Sentence of Death en 1984 con una temática satánica que sentó precedente para la siguiente generación de bandas de los años noventa y principios del siglo XXI.
Otra de sus grandes aportaciones al black metal, fue el álbum Eternal Devastation de 1986, cuya canción "Curse the Gods" ha sido considerada como uno de los pilares del black metal de la vieja escuela, siendo incluso incluida por parte de Fenriz (batería del grupo noruego Darkthrone), en la compilación Fenriz presents: The Best Of Old School Black Metal en 2004.
Por parte de Sodom, banda alemana de thrash metal formada en 1981, estos grabaron In the Sign of Evil en 1984 el cual, pese a estar claramente más orientado al thrash metal, mostraba una temática satánica que sentaría una influencia en el desarrollo del black metal. Este mismo sonido se encuentra también en su primer álbum Obsessed by Cruelty.
Alrededor del globo, más concretamente en Sudamérica, existieron bandas como Sepultura, Sarcófago, Parabellum y Reencarnación, sobre quienes se especula fueron citadas como fuente de inspiración por el difunto Euronymous, de la banda Mayhem. Los italianos Bulldozer, los canadienses Blasphemy, los japoneses Sabbat y sobre todo, el grupo estadounidense VON, aportaron con sus estilos musicales entre el thrash, death y black; y sus letras de corte satánico, los elementos necesarios para el crecimiento del naciente género. Otras bandas como Witchfynde de Inglaterra utilizan en veces este género.
El grupo suizo Hellhammer también supuso una influencia notable, lanzando en 1983 la demo Satanic Rites y en 1984 su EP, Apocalyptic Raids, que se han convertido en lanzamientos de culto. Hellhammer se disolvió y dos de sus miembros formaron Celtic Frost cuyos Morbid Tales y To Mega Therion son considerados discos fundacionales del black metal.
El sueco Ace Börje Forsberg, alias Quorthon, grababa Bathory, primer LP del grupo Bathory, en octubre de 1984, meses después de que la banda grabase su primer trabajo, incluyendo dos canciones en el Scandinavian Metal Attack. El disco se grabó con sistemas bastante rudimentarios y con escaso presupuesto confiriendo al sonido una escasísima calidad lo que contribuyó a aumentar la oscuridad de un trabajo, que sumado a los nuevos elementos estilísticos que la banda introducía, sirvió para dar un paso más hacia el sonido actual del black metal. Bathory podría ser considerada por tanto, también como una de las bandas que comenzaron a desarrollar las bases que Venom, Death SS y Mercyful Fate instauraron. Más tarde Bathory lanzaría otros dos discos, The Return en 1985 y Under the Sign of the Black Mark en 1987, trabajos con una mayor calidad que el primer disco, donde la evolución del grupo y su introspección dentro del black metal y su fundamental contribución al mismo comienzan a hacerse patentes.
Tras esta primera ola de bandas de black metal, el género y la ideología fueron asentándose en el underground europeo, al tiempo que mediante con la incorporación de baterías y guitarras más rápidas e intensas, el sonido se recrudecería progresivamente. Al norte de Europa destacaron los Noruegos Mayhem con su demo Pure Fucking Armageddon de 1986, padres de la ola escandinava de los 90 o segunda ola de black metal y en el sur los griegos Rotting Christ que tras sus demos de, 1988 Decline's Return y Leprosy Of Death, producidas sin apenas recursos, brillan por la gran calidad, variedad, disparidad y experimentación de sus obras posteriores.

## Desarrollo
Durante los años 1990 el género alcanzó su máximo esplendor en la región escandinava, cuna del mismo, especialmente en Noruega, donde apareció un movimiento conocido como True Norwegian Black Metal (en inglés «auténtico black metal noruego») famoso por la importante trascendencia musical, temática y estética dentro del género de las bandas que se incluyeron en el mismo, especialmente las bandas que formaron parte del conocido como Inner Circle. El denominado «auténtico black metal noruego», se caracteriza musicalmente por melodías extrañas, frías, desoladas, sombrías y a veces épicas, todo lo cual hace que sea un sonido muy rico en atmósfera. En cuanto a las letras, suelen hablar sobre odio, oscuridad, satanismo, paganismo, misantropía y mitología escandinava, entre otros temas.
Sin embargo, esta escena musical también alcanzó gran trascendencia debido a diversos casos en los que auspició, promovió o se vio envuelta en sucesos de trascendencia criminal, como la quema de recintos religiosos a principios de los años 1990 (unas 52 iglesias quemadas en todo el estado, contabilizaron los servicios policiales noruegos, incluyendo las iglesias de madera de Fortun y las Stavkirke, monumentos artísticos procedentes del siglo XII, en Noruega) y por otros casos violentos, ya fueren suicidios, como el de Per Yngve Ohlin más conocido como "Dead", vocalista de Mayhem, considerado en la actualidad como un mito dentro del género del black metal, o como por ejemplo el asesinato de Øystein Aarseth, más conocido como Euronymous, guitarrista de la banda Mayhem, el 10 de agosto de 1993, a manos de Varg Vikernes, que era hasta ese momento bajista de la misma banda, y único miembro de la banda Burzum.
Fueron grupos como Mayhem, Burzum, Darkthrone y Emperor, creadores del Inner Circle, los que tomaron los conceptos de minimalismo instrumental, voz gutural rasgada y los convirtieron en el camino a seguir. Además, estas bandas aumentaron notablemente la ideología del black metal; el Inner Circle era una organización dedicada a erradicar el cristianismo en Noruega y devolver las creencias y valores paganos. Sus miembros quemaron varias iglesias de gran importancia y antigüedad en territorio noruego entre otros actos. El Inner Circle se disolvió en 1993 tras el asesinato de Aarseth, y el encarcelamiento de Vikernes, aunque siguieron ocurriendo sucesos violentos en Noruega.
Por esa época también se fundaron bandas como Beherit e Impaled Nazarene en Finlandia, escena sin mayor trascendencia en aquellos años. En Noruega se forman Immortal, Ulver, Carpathian Forest, Thorns y Gorgoroth, bandas que continúan con el mensaje de guerra propuesto por Mayhem. También destaca la escena sueca, con un sonido mucho más limpio que las producciones noruegas y que también dio mucho que hablar, sus más notables exponentes fueron Marduk, Dark Funeral, Abruptum, The Black, Arckanum, entre otras. Estas bandas destacaron por sonidos llenos de ferocidad y sentimientos muy anticristianos. Y por último (desde la misma Suecia) Dissection, que pese a que no tenía mucha crudeza en su composición, como sus colegas suecos antes nombrados, su sonido es recordado como uno de los mejores que se han creado, oscuridad, agresividad y mucha melodía. En Polonia siguen floreciendo movimientos extremistas anti-judeocristianos, bandas como Graveland, Infernum, Thors Hammer, Thunderbolt, Behemoth, Veles, Legion, entre otras, que formaron el Temple of the Fullmoon, igualmente una asociación delictiva cuya misión era exterminar el cristianismo de Polonia[cita requerida].
Las bandas de segunda generación comenzaron a introducir nuevos elementos. Fueron los noruegos Emperor quienes añadieron teclados a su estilo musical (sin caer precisamente en el black metal melódico, variación que es muy popular actualmente, y que ha sido seguida por grupos como Limbonic Art, Graveworm, Mystic Circle, Satyricon, Dimmu Borgir, Dark Funeral, Old Man's Child, Arcturus y Borknagar entre otros. Posteriormente grupos como Aborym usarían sintetizadores y teclados en mayor cantidad como base para crear el Industrial black metal.
Surgen otras bandas de tercera generación como Gehenna, Lucifugum, Armagedda, Dødheimsgard, God Seed y Keep of Kalessin que contrariamente al black metal de tenencia comercial, continúan con la tendencia underground y con un estilo musical más pesado que otras bandas anteriores.
Mientras, Bathory cambiaba su estilo sustituyendo ciertos elementos de su música, que se volvió más melódica y con una producción mucho más cuidada, por coros y un tema distinto al satánico, cantando a los padres de su tierra. Es el origen del viking metal, seguido por bandas como Enslaved.

## Estética

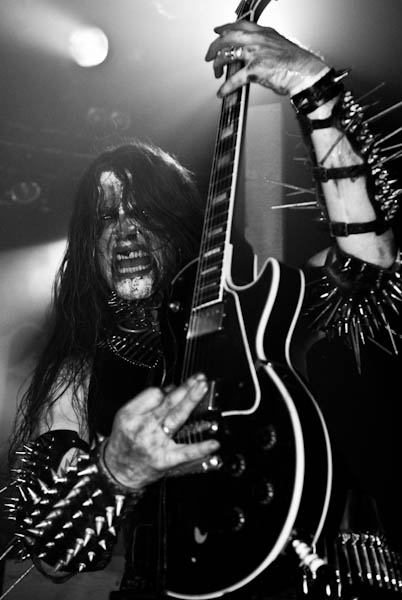
Infernus, guitarrista de Gorgoroth.

Fue la banda Mercyful Fate la que introdujo por primera vez la pintura corporal en una banda de heavy metal, más concretamente en el rostro de su líder King Diamond. Cabe señalar que esta clase de maquillaje conocido como corpse paint (en español, «pintura cadavérica»), warpaint o facepaint ya había sido utilizada por bandas de rock como Arthur Brown, Alice Cooper, Kiss, Misfits y Death SS, utilizando este recurso escénico para atraer mayor atención sobre su música. Esto provocó disputas entre el grupo Kiss y King Diamond, tras lo cual este último se vio forzado a modificar su diseño para no asemejarse al de Gene Simmons, bajista y vocalista de Kiss.
Más tarde, a principios de los noventa, después de que durante varios años Euronymous (Øystein Aarseth) y Dead (Per Yngve Ohlin), miembros de la banda noruega Mayhem, usaran el "corpsepaint" de manera habitual, este tipo de pintura corporal fue adaptado de forma general por las bandas de black metal noruegas pioneras del movimiento y de ahí eclosionó a una estética más bien unitaria que ha llegado hasta hoy, aunque disminuyendo su prevalencia.
A esto hay que añadir una vestimenta negra; con escasas excepciones. También se utilizan camisetas que hacen alusión a otras bandas, el uso frecuente de muñequeras, brazaletes y cinturones de cuero, con clavos de diferentes tamaños (algunos hasta de 20 cm) o municiones, a las cuales se les añaden complementos como colgantes, anillos, cruces invertidas y otra clase de joyería de plata, generalmente con alusiones a aquellos elementos propios de la idolatría de los grupos o su ideología.

## Subgéneros
El black metal, si bien es un subgénero del metal, se transformó en sí mismo en un género que hoy en día incluye numerosos subgéneros. Muchos de ellos solo se diferencian en el tema de las letras de las canciones, mientras que otros, en cambio, se diferencian en la estructura o en la instrumentación. A veces resulta difícil clasificar una banda dentro de un subgénero y suele ser catalogada en varios. Por eso la categorización del black metal (su división en subgéneros) es rechazada por muchos, y expandida en demasía por otros (con la introducción de subgéneros extravagantes). De cualquier forma, los principales subgéneros del black metal serían:

### Raw black metal
El raw black metal es un subgénero que busca amplificar las cualidades primitivas de la segunda ola del black metal, dando prioridad a sus valores de producción lo-fi. Para lograr esto, las bandas bajo este estilo generalmente enfatizan el uso de tonos más altos en su sonido de guitarra y voz, mientras que emplean técnicas como el tremolo picking y los blast beats con mayor frecuencia. Su imaginería a menudo se asocia con tendencias distópicas y minimalistas. El estilo fue iniciado por Burzum e Ildjarn, con otras bandas notables como Gorgoroth y Darkthrone.

### Black metal progresivo
El black metal progresivo es un subgénero del black metal que combina la agresividad cruda del black metal tradicional con las estructuras complejas y la destreza técnica del metal progresivo. El género surgió a mediados de los años 1990 y desde entonces ha ganado una gran afición entre los aficionados a la música extrema y progresiva. Las bandas de black metal progresivo suelen incorporar elementos de otros géneros, como el black metal sinfónico, el black metal disonante o el black metal atmosférico, en su música, dando como resultado un sonido a la vez desafiante e innovador.
La música suele presentar composiciones extensas con intrincados pasajes instrumentales, compases poco convencionales y una amplia gama de dinámicas. En cuanto a las letras, estas bandas suelen explorar temas filosóficos y existenciales, así como problemáticas sociales y políticas. Algunas de las bandas más destacadas del género incluyen Enslaved, Mayhem e Ihsahn.

### Depressive black metal
Depressive and Suicidal Black Metal (DSBM) o también conocido como Depressive suicidal black metal, es un subgénero del black metal, difícilmente subsumirle o delimitarle, debido a lo laxas o escasamente unificadas y comunes que son las características de los grupos que activamente lo practican, como los originarios Bethlehem. Proviene del black metal que toma elementos del doom metal (el sonido), es muy poco consistente en cuanto a unas características musicales definidas, siendo la letra, que trata sobre temas acerca de la muerte, la depresión, el suicidio, la tragedia, las penas, la melancolía y el ritmo down tempo, la que confiere la esencia característica de todas estas bandas.
Bandas destacadas: Anti, Xasthur, Shining, Silencer, Dolorian, Hypothermia, Forgotten Tomb, Nortt, Trist, o Happy Days, Decalius, Psychonaut 4.

### Ambient black metal
También llamado en inglés Atmospheric black metal, es un subgénero musical instrumental, caracterizado por un progresivo abandono de la contundencia y crudeza básica del black metal, para evolucionar la escasa melodía del género hacia un sonido ambiental determinado y con ello, desarrollar una atmósfera que, pese a alejarse de las bases del black metal, mantiene una correlación propia en las escalas empleadas en su composición para mantener la idea y el sentimiento del género. Principales Bandas del Género: Burzum con su obra maestra Filosofem; Nortt, Algaion, Xasthur o Ildjarn.

### Black metal melódico
Es un subgénero musical con la melódica en el que las bandas que lo integran, hacen un black metal del que aumentan su melodía considerablemente. Entre las bandas destacadas se encuentran: Dissection, Catamenia, Borknagar, Arthemesia o Chthonic.

### Black metalsinfónico
Es un subgénero musical del black metal, escasamente definido. Se basa fundamentalmente en la incorporación de teclados, orquestaciones y un acercamiento más melódico, Bandas destacadas del género: Dimmu Borgir (algunos de sus discos), Dragonlord (los cuales también agregan thrash metal a su estilo), Emperor, Diabolical Masquerade, Anorexia Nervosa, Graveworm, Opera IX, Old Man's Child o Limbonic Art.

### Black metal disonante
El black metal disonante es un estilo de black metal que se caracteriza generalmente por riffs atonales disonantes que suelen utilizar cuerdas de guitarra más agudas, una producción más limpia, estructuras de canción complejas, una atmósfera o estética mística o esotérica, y una batería compleja que se construye entre secciones más atmosféricas durante los tiempos muertos y un rápido intercambio entre toms fills y blast beats en las secciones intensas. Gran parte de las raíces descuidadas y lo-fi del black metal se eliminan en el black metal disonante.
Los inicios del género se remontan a principios y mediados de los 90, con Ved Buens Ende... y Mayhem fuertemente influenciados por Voivod, fusionaron su estilo disonante con el black metal. A finales de los años 90 y principios de los años 2000, bandas de black metal industrial como Blut aus Nord, Thorns y Dødheimsgard impulsaron el género aún más. A mediados y finales de la década del 2000, Deathspell Omega, que despojó a grupos disonantes de los elementos death metal de bandas como Gorguts e Immolation, lideró y consolidó el género. Les acompañaron otras bandas como Abigor, que regresó de su receso con Fractal Possession y An Axis of Perdition, continuando la fusión de black metal industrial de las bandas anteriores.
Para la década de 2010, la popularidad del género aumentó de forma constante y las bandas comenzaron a diversificar sus influencias. Kostnatění llevó la disonancia al extremo incorporando microtonalidad, Plebeian Grandstand jugueteó con la naturaleza rítmicamente errática del mathcore, mientras que Wormlust y Skáphe añadieron toques psicodélicos.

## Fusiones
La propia evolución de los géneros de metal extremo, así como el gran número de bandas con un estilo propio difícilmente subsumible bajo una sola etiqueta ha dado como resultado la aparición de subgéneros musicales resultantes de la fusión de varios estilos, con diversos resultados, llegando a, como veremos, la creación de géneros de pleno derecho fruto de esta unión:

### Blackened death metal
Fusión entre los géneros death metal y black metal, usualmente fundamentada en una combinación de estética y líricas, con riffs, blast beats y voces guturales más propias del death metal. Bandas destacadas: Ignem Interius, Angelcorpse, Anaal Nathrakh, Archaic Winter,
Behemoth, Belphegor, Infernal War, Gehenna, Dissection, Inferi, God Dethroned, Hyban Draco, Watain, The Legion, Panzerchrist, Zyklon, Impaled Nazarene (quienes incorporan también elementos industriales a su sonido).

### Folk black/viking metal
Unificación de la música folk con el black metal, dejando a los primeros estilos la letra y cierta instrumentalidad, y el aspecto general de sonido, normalmente, al segundo. Se incluye el pagan black metal y el folk black metal debido a que son estilos de escasa consolidación y de fácil confusión, provocado por la semejanza en todos los aspectos de sus bandas. No se debe confundir sin embargo, con sus variantes, como el viking metal o celtic metal, que poseen sus propias características, al igual que el propio folk metal. Bandas destacadas de Viking Black: Windir, Menhir, Enslaved, Kampfar, Mithotyn, Hordak, Berserk, Thrudvangar. Bandas destacadas de Folk Black: Finntroll, Skyforger, Runic, Moonsorrow, Primordial, Satarial, Curta'n Wall.

### Industrial black metal
La fusión de la música industrial y el black metal, que mezcla voces guturales, guitarras y riffs propios del black metal, con elementos de la música industrial, tales como efectos y tempos característicos de la música electrónica, y en especial del llamado metal industrial. Este estilo surge en la década de 1990, con grupos como Samael, quienes incursionan en el género, al cual más tarde se le unirían destacados exponentes del black metal como Dan Swanö. Las bandas que destacan en este subgénero son Samael, Thorns, Aborym, The Kovenant, ...And Oceans (actualmente Havoc Unit), Dødheimsgard, Zyklon y Anaal Nathrakh.

## Ideologías

### Black metalnacionalsocialista
El black metal nacionalsocialista, también llamado NSBM, es un subgénero musical del black metal, caracterizado, fundamentalmente, por su temática letrística y por su estética política, más concretamente, por estar en relación directa, o indirecta, con el movimiento nacionalsocialista.
A nivel musical, en el plano de sonido no existe una diferenciación consistente con el black metal, siendo habitual que los grupos, pese a formar parte de la escena del black metal nacionalsocialista, tengan un sonido perteneciente a algún subgénero del BM. La mayoría de bandas destacadas son, por lo general, de Europa o América del Norte. Por países concretos, en Alemania destacan bandas como Absurd (precursores del movimiento NSBM), Totenburg o Aryan Blood; Ucrania ha dado grupos como Hate Forest o Aryan Terrorism (cuyos componentes lo son también de Nokturnal Mortum); en Rusia destacan grupos como Forest, Temnozor, Branikald o M8L8TH; de Grecia vienen bandas como Der Stürmer, Darkthule o Legion of Doom; de Bulgaria, Paganblut o Aryan Art; de América del Norte son reseñables los canadienses Geimhre o los estadounidenses Tyranath. En Sudamérica también existen bandas de NSBM, como en Brasil; Evil, Seges Findere, White Diamond Head. En Argentina: Ulfhethnar, Campo de Mayo, Uriburu.
En España el NSBM es muy minoritario, ya que, por lo general, la ideología neonazi está más asociada al movimiento skinhead que al mundo del metal; el panorama NSBM español suele estar muy vinculado al mundo del RAC y se reduce a unas pocas bandas, en su mayoría de un solo miembro, y en muchas ocasiones, su música es más una mezcla de RAC y black metal que black metal propiamente. Algunos ejemplos son Orcus Tyrannus, Winterfrost, Hallstatt o Einsatz Kommando.
En México también existe una escena de NSBM con bandas como Yaocuicatl, Tlateotocani, Tlillan Calmecac, entre muchas otras. La mayoría de ellas forman parte del sello discográfico O.N.S.P.. Estas bandas de corte fascista están inspiradas en el movimiento de 1933 Acción Revolucionaria Mexicanista. Asimismo, bandas de Estados Unidos como Blue Hummingbird on the Left, Maquahuitl, Volahn y varias otras pertenecientes al movimiento Black Twilight Circle han sido acusadas de promover ideologías similares o de tener vínculos con la O.N.S.P.
En Asia existen por lo menos dos movimientos NSBM notables, uno de ellos es el Samurai Spirit Skinheads en Japón, aunque en su mayoría lo componen bandas de RAC, con algunas pocas de black metal en su haber; y el segundo es el Darah & Maruah Tanah Melayu presente en Malasia, Singapur e Indonesia.

### Unblack metal
El unblack metal es un estilo alternativo del black metal con letras sobre cristianismo. Aunque los comienzos del Unblack metal no son claros, suele citarse como precursores de este género a las bandas Antestor y Horde, cuando en 1994, Horde, en su álbum Hellig Usvart, extrajo el concepto holy unblack metal en alusión al lema "unholy black metal" de Darkthrone, además Antestor lanzó su álbum Martyrium en el mismo año.
A los militantes del black metal [¿quién?] no les agrada mucho la idea de la existencia del unblack metal, llegando incluso a provocar atentados y a enunciar amenazas de muerte, esto debido a que para ellos es una fuerte contradicción filosófica y cultural. [cita requerida]

### Black metalanarquista/comunista
El RABM (red & anarchist black metal, «black metal rojo y anarquista») es un subgénero del black metal con temática anarquista o comunista.
Ciertos fundadores del black metal tenían visiones de ultraizquierda. Euronymous de Mayhem era declarado estalinista, los miembros de Sarcófago eran comunistas anticristianos y Fenriz de Darkthrone declaró haber sido socialista a finales de los 80 y de haber pasado de un extremo político al otro (incluso haber sido arrestado por protestar contra el apartheid). Por su parte, esto era contrarrestado por Varg Vikernes y sus visiones de ultraderecha. Aun así ninguno de estos músicos propagó abiertamente su ideología en su música.
El RABM apareció como respuesta al black metal nacionalsocialista, por el grupo argentino Profecium en el año 1993 (quienes en ese entonces eran anarquistas) y masificado por el grupo canadiense Iskra a mediados del 2000. Nace de la mano de bandas arraigadas en el crust punk.
Este estilo es ideológico por naturaleza, las letras de las bandas se enfocan en temas violentos, anarquismo, comunismo, odio a la sociedad actual, lucha de clases, antifascismo, proecologismo, satanismo y anticristianismo.
El sonido de las bandas de RABM al parecer también difiere del black metal común, en muchos casos las bandas mezclan el sonido del crust punk (mayoritariamente anarquista) o el ambient black metal con elementos de post-rock (Panopticon, Wheels Within Wheels, All the Cold, Skagos, Adamennon), también hay elementos de pagan y viking metal (Sorgsvart, Lake of Blood, Borgazur). Existen también otros grupos dedicados al black metal (The Dead Musician, Jarost Marksa, Mrakobesie, Wolves in the Throne Room, Cold Blank Stare).
Dentro de las bandas comunistas, existe una corriente más politizada con bandas como Jarost Marksa, Larva ov Cum y Profecium, y otras que se enfocan en temas más comunes del black metal, haciendo apología a las acciones cometidas distintos gobiernos "comunistas" y la supuesta persecución del cristianismo durante la Unión Soviética estalinista, como Mrakobesie (de Rusia) y Agony (de Estados Unidos), quienes hacen puentes directos entre en estalinismo y el satanismo. También han aparecido bandas de black metal tomando como inspiración el militarismo comunista como Katyusha, N.K.V.D. Voland o Sibat.
En América, las mexicanas Yaotl Mictlan y Ahpuch Oztoc adaptaron temática EZLN en sus letras.

## Documentales
- 1994: Det Svarte Alvor
- 1998: Satan rir media[27][28]
- 2003: Norsk Black Metal
- 2007: True Norwegian Black Metal
- 2007: Black Metal: A Documentary[29]
- 2007: Murder Music: A History of Black Metal[2]
- 2008: Once Upon a Time in Norway[30]
- 2009: Until The Light Takes Us[31][32]